# Pseudohippopsis albescens
Pseudohippopsis albescens är en skalbaggsart som beskrevs av Stefan von Breuning 1940. Pseudohippopsis albescens ingår i släktet Pseudohippopsis och familjen långhorningar.
Artens utbredningsområde är Kenya. Inga underarter finns listade i Catalogue of Life.